# 岸里站
岸里站（日语：／ Kishinosato eki */?）是位於日本大阪府大阪市西成區岸里一丁目，屬於大阪市高速電氣軌道（大阪地下鐵）的鐵路車站。車站編號是Y18。此站是西成區的代表站。

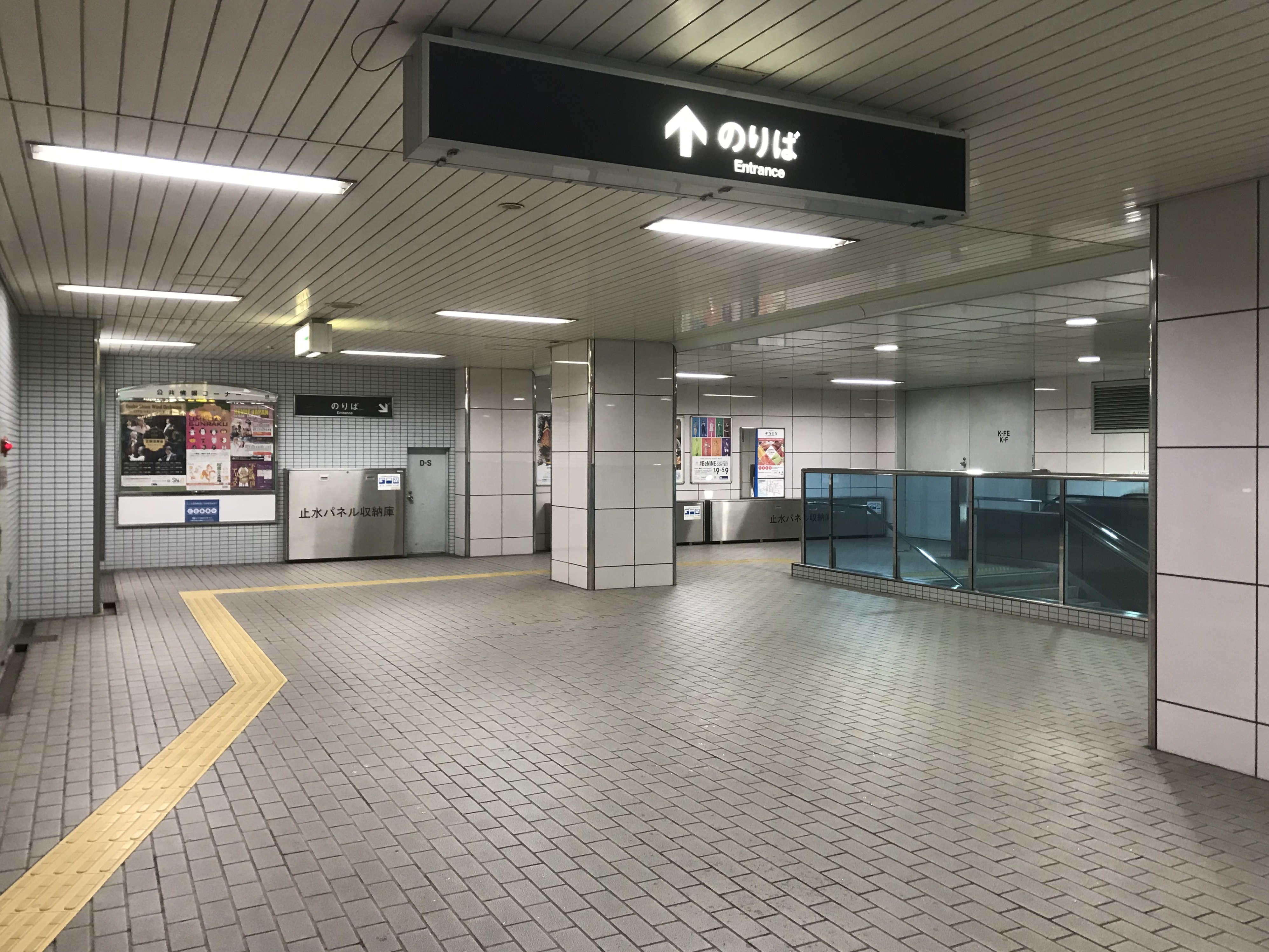
車站內部(2019年1月)

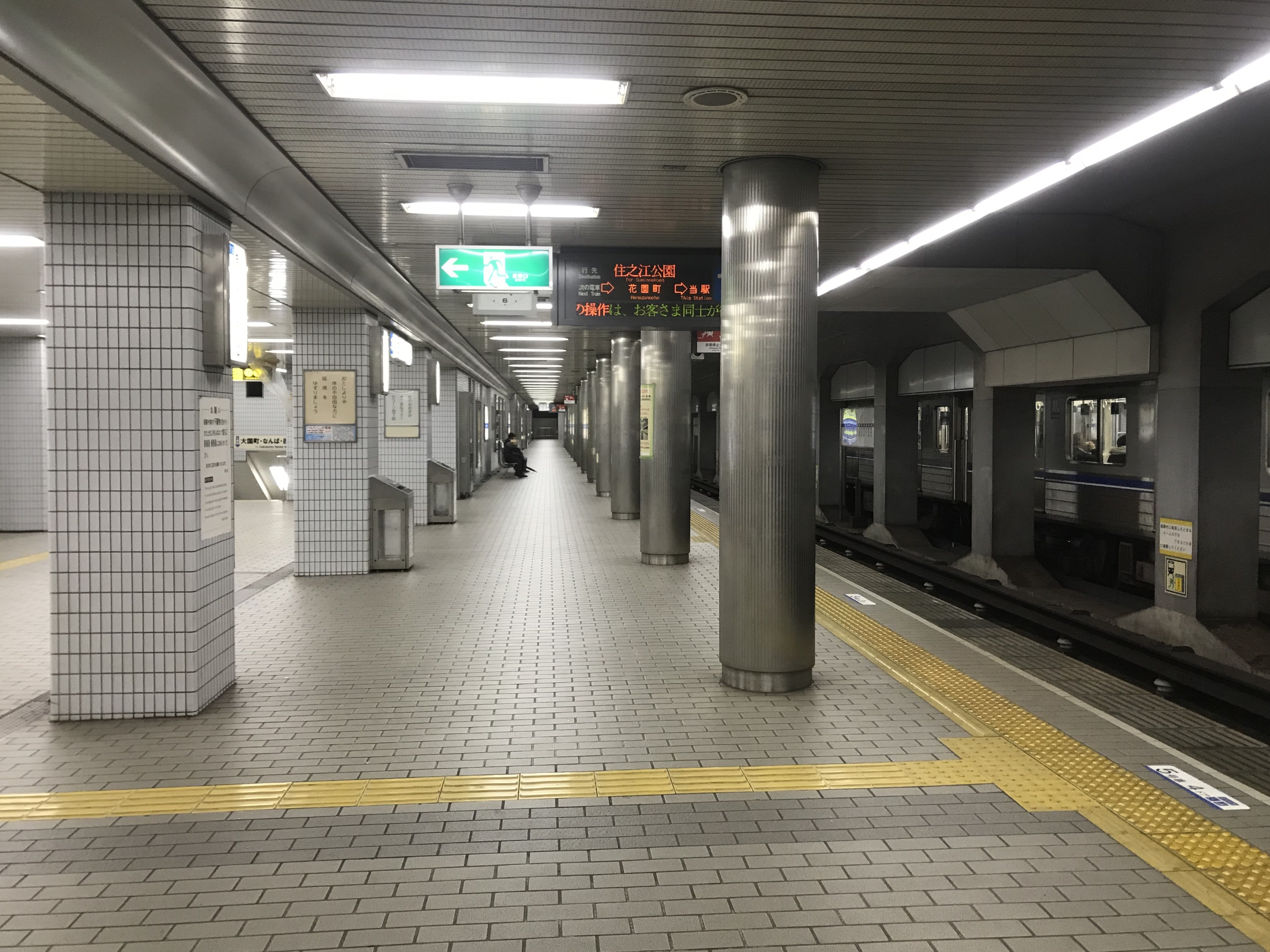
月台(2019年1月)

## 歷史
- 1956年（昭和31年）6月1日 - 3號線（現在的四橋線）花園町－此站間延伸時開業。起初是終點站。
- 1958年（昭和33年）5月31日 - 3號線延伸至玉出，成為中間站。
- 2018年（平成30年）4月1日 - 大阪市交通局民營化，成為大阪市高速電氣軌道（大阪地下鐵）的車站。

## 車站構造
本站為對向式2面2線月台的地下車站。

### 月台配置
| 月台 | 路線   | 目的地                   |
| ---- | ------ | ------------------------ |
| 1    | 四橋線 | 玉出、住之江公園方向     |
| 2    | 四橋線 | 大國町、難波、西梅田方向 |

## 利用狀況
2018年11月13日的1日上下車人次為16,578人（上車人次：8,632人，下車人次：7,946人）。
此處是四橋線各站中僅次於最下位的花園町站，上下車人次第二少的車站，但與其數量大致相同。至2014年為止是四橋線各站中最下位。1993年3月4日堺筋線動物園前站－天下茶屋站間延伸開業後客量大大減少，此後約20年保持15,000～16,000人左右。
| 年度   | 調查日   | 上車人次 | 下車人次 | 上下車人次 |
| ------ | -------- | -------- | -------- | ---------- |
| 1990年 | 11月06日 | 10,671   | 10,398   | 21,069     |
| 1995年 | 2月15日  | 9,357    | 8,683    | 18,040     |
| 1998年 | 11月10日 | 8,186    | 7,859    | 16,045     |
| 2007年 | 11月13日 | 8,145    | 7,396    | 15,541     |
| 2008年 | 11月11日 | 8,390    | 7,603    | 15,993     |
| 2009年 | 11月10日 | 8,039    | 7,151    | 15,190     |
| 2010年 | 11月09日 | 8,307    | 7,512    | 15,819     |
| 2011年 | 11月08日 | 8,275    | 7,387    | 15,662     |
| 2012年 | 11月13日 | 8,195    | 7,322    | 15,517     |
| 2013年 | 11月19日 | 8,065    | 7,539    | 15,604     |
| 2014年 | 11月11日 | 8,028    | 7,420    | 15,448     |
| 2015年 | 11月17日 | 8,261    | 7,467    | 15,728     |
| 2016年 | 11月08日 | 8,148    | 7,389    | 15,537     |
| 2017年 | 11月14日 | 8,497    | 7,691    | 16,188     |
| 2018年 | 11月13日 | 8,632    | 7,946    | 16,578     |

## 相鄰車站
大阪市高速電氣軌道（大阪地下鐵）
 四橋線
花園町（Y17）－岸里（Y18）－玉出（Y19）

## 外部連結
- 車站Guide：岸里 - Osaka Metro